# Фатма-султанија (ћерка Мурата III)
Фатма султанија (тур. Fatma Sultan; 1574, Истанбул) је била ћерка Мурата III и Сафије-султаније. 

## Детињство и веридбе
Фатма-султанија је рођена 1574. године,добивши име по преминулој Фатма-султанији, сестри Сулејмана Величанственог, са којом је њен отац био близак и у чију је част изградио џамију 1575. године.
Према неким изворима, Фатма је била омиљена ћерка свога оца. Мурат III је наручио 1582. године хороскопску књигу за његову осмогодишњу ћерку. Овај рукопис, у којем је Накаш Осман именован као илустратор, налази се и дан данас у Националној библиотеци у Паризу.
Венецијански амбасадори су углавном уочавали њу и њену старију сестру Ајше, па су их означавали као старију и млађу ћерку султана Мурата. Након што је њена сестра Ајше-султанија заручена за Ибрахим-пашу 1582. године, већ следеће 1583. године Нурбану-султанија је одлучила да заручи Фатму за Капичибаши Махмуд-агу, којег је Нурбану лично одгајила. Међутим, Махмуд-ага је оженио ћерку Ајше-султаније у децембру 1584. године, и заруке су поништене.
Следећи пут Фатма је била верена у августу 1590. године заједно са својом најстаријом сестром Михримах-султанијом; Фатма је верена за намесника Румелије Хизир-пашу и амбасадори су је описали као прелепу.

## Први брак
Иако се веровало наредне три године да ће Хизир-паша постати султанов зет и оженити Фатму, династија је 1593. године ипак преферирала Халил-пашу; наведено је да је разлог због којег је Халил-паша победио у овом ривалству био Хизир-пашина старост и лош физички изглед.
Деветнаестогодишња Фатма-султанија је коначно 6. децембра 1593. године удата је за адмирала флоте Халил-пашу. Венчање је прослављено у седмодневној церемонији. Историчар Мустафа Селаники је описао узбуђење гомиле која је посматрала поворку која је носила Фатму, скривену иза црвеног сатена, ка палати свог мужа. Живели су у палати у Куручешми, округу у Истанбулу. Године 1595. Халил -паша није отпловио са флотом. То је нарочито било зато што ни Сафије ни Фатма нису хтеле да му дозволе да напусти Истанбул. Њихово оклевање је вероватно проистекло из чињенице да је Фатма била трудна. Родила му је сина Махмута(умро 1598) октобру 1595. године, што је учврстило наклоност новог султана Мехмеда и Сафије према Халил-паши.. Амбасадори из 1600. године су известили да је Халил-паша јако вољен од своје супруге и свекрве, као и самог султана, где је речено да имају неколико деце.

## Други брак
Након тачно десет година брака, Халил-паша умире у децембру 1603. По налогу султаније Фатме, паша је сахрањен у своме родном крају. У децембру 1604. године, годину дана касније, нећак Ахмет I је верио своју тетку за Џафер-пашу, који је 1570 -их био гувернер Египта.
Међутим, одлука је преиначена, јер је султан Ахмед је удао тетку Фатму 1605. године за Кујуџу Мурат-пашу. Он је тада био задужен за обезбеђење прелаза на Дунаву. Већ следеће године, Мурат-паша постаје Велики везир.
Фатма-султанија је умрла током 1610. године. Када је умрла, сахрањена је у Аја Софији, крај свог оца и сестара. Евлија-челебија примећује да на њеном надгробном споменику пише да је била жена Халил-паше.
Бракови које је Фатма-султанији доделио историчар Јилмаз Озтуна, као и година њене смрти (1620.) испоставили су се као нетачни.